# 음력 4월 17일
음력 4월 17일은 음력 4월의 17번째 날이다.

## 사건
- 2015년 - 대전의 한 대학 병원에 입원해 치료받던 중동호흡기증후군 코로나바이러스 3차 감염자가 사망했다. 3차 감염자로는 최초이며 메르스로 인한 사망자는 3명이 되었다.

## 문화
- 2015년 - 삼성 라이온즈의 이승엽 선수가 포항야구장에서 개인 통산 400홈런을 달성하였다.

## 사망
- 1394년 - 고려 34대 국왕 공양왕(마지막 고려 국왕).
- 1791년 - 조선의 학자 황윤석.
- 2013년 - 대한민국의 예술 경영인 김주호.

## 같이 보기
- 음력 360일: 1월 2월 3월 4월 5월 6월 7월 8월 9월 10월 11월 12월
- 전날:4월 16일 다음날:4월 18일 - 전달:3월 17일 다음달:5월 17일
- 양력:4월 17일
- 음력, 윤달